# Lituania en los Juegos Olímpicos de Turín 2006
Lituania estuvo representada en los Juegos Olímpicos de Turín 2006 por un total de 7 deportistas que compitieron en 4 deportes.  
La portadora de la bandera en la ceremonia de apertura fue la esquiadora de fondo Vida Vencienė. El equipo olímpico lituano no obtuvo ninguna medalla en estos Juegos.